# Kurpfälzischer Amtshof (Worms)

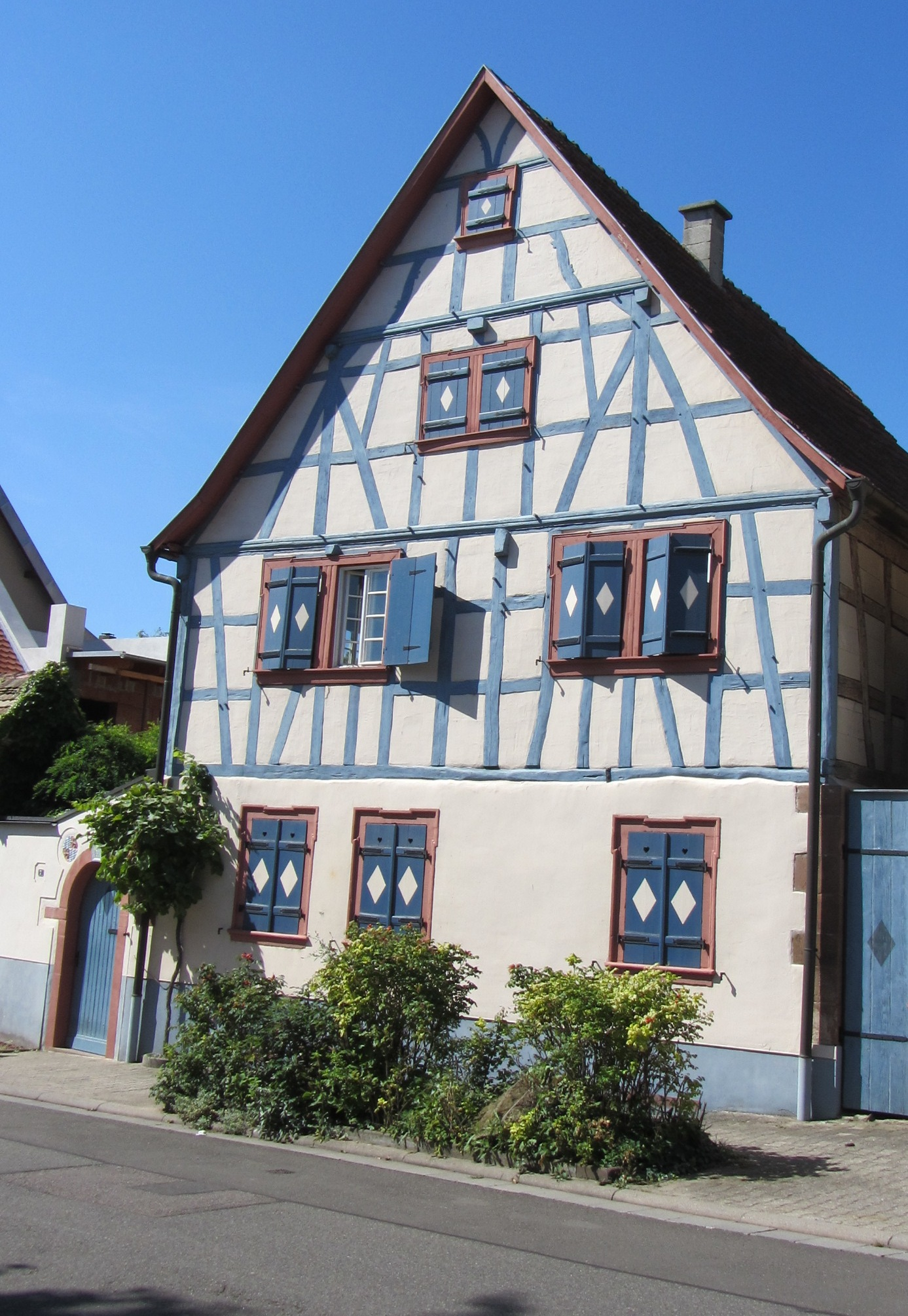
Kurpfälzischer Amtshof.

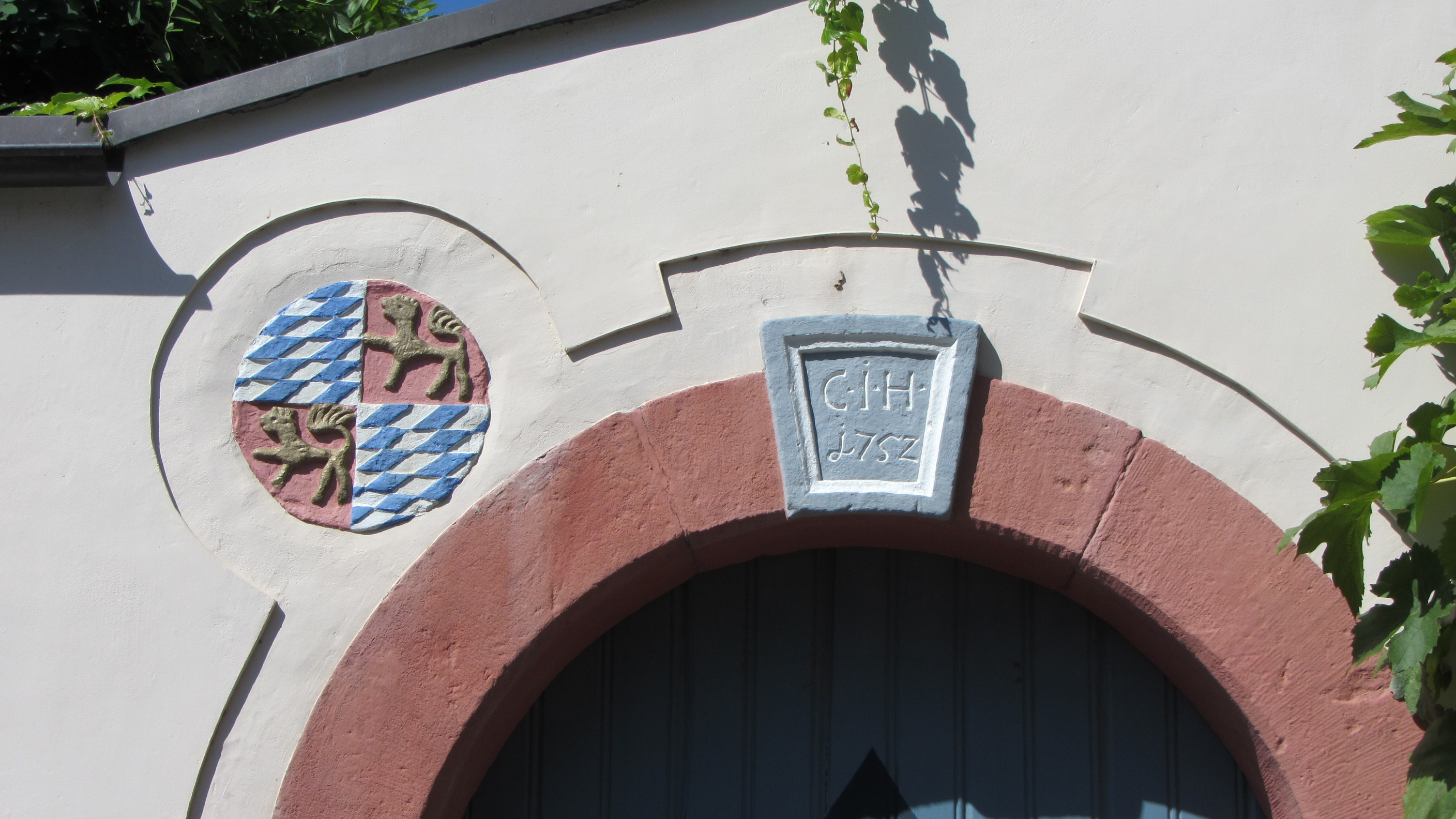
Armoiries palatiales et l'année 1752 (ou 1774).

Kurpfälzischer Amtshof était la maison du Unterfauth de Leiselheim.
Elle est aujourd'hui propriété privée. La maison en colombage est restaurée et se trouve dans la rue Dr.-Illert-Str. au faubourg Leiselheim de Worms. Au-dessus de la petite entrée se trouve le blason des armoiries palatiales et l'année 1752 (ou 1774), date de la construction. Dans la cour il y a encore des restes de la grange de la dîme et des voûtes dans la cave.
Au XVIe siècle les villages Leiselheim, Pfiffligheim et  Hochheim était sous la régime de la Kurpfalz donc ils étaient la propriété du Comte palatin. Le comte palatin régnait jusqu'au temps napoléonien. Cela signifie pour Leiselheim la hiérarchie de l'administration suivante: Le comte palatinat nommait un sous-comte ((de) Burggraf) qui dirigeait le bureau régional ((de) Oberamt) à Alzey. C'est là qu'on nommait un écoutète supérieur (titre: „Oberfauth”) pour la région de Hochheim qui nomme des écoutètes inférieurs (titre: „Unterfauth”) pour les villages dépendants et qui correspondent aujourd'hui au Ortsvorsteher. 
Donc à Leiselheim résidait un tel Unterfauth qui représentait le pouvoir officiel. Son devoir principal était la collection de la dîme ((de) Zehnt). Pour ce service on choisissait surtout des jeunes qui savaient „lire et écrire”. Les habitants les nommaient „Bürgermeister” (Maire), titre qui devenait officiel seulement sous l'occupation napoléonienne. 